# Liste der Baudenkmale in Marienwerder
In der Liste der Baudenkmale in Marienwerder sind alle Baudenkmale der brandenburgischen Gemeinde Marienwerder und ihrer Ortsteile aufgelistet. Grundlage ist die Veröffentlichung der Landesdenkmalliste mit dem Stand vom 31. Dezember 2020. Die Bodendenkmale sind in der Liste der Bodendenkmale in Marienwerder aufgeführt.

## Baudenkmale in den Ortsteilen
In den Spalten befinden sich folgende Informationen:
- ID-Nr.: Die Nummer wird vom Brandenburgischen Landesamt für Denkmalpflege vergeben. Ein Link hinter der Nummer führt zum Eintrag über das Denkmal in der Denkmaldatenbank. In dieser Spalte kann sich zusätzlich das Wort Wikidata befinden, der entsprechende Link führt zu Angaben zu diesem Denkmal bei Wikidata.
- Lage: die Adresse des Denkmales und die geographischen Koordinaten. Link zu einem Kartenansichtstool, um Koordinaten zu setzen. In der Kartenansicht sind Denkmale ohne Koordinaten mit einem roten beziehungsweise orangen Marker dargestellt und können in der Karte gesetzt werden. Denkmale ohne Bild sind mit einem blauen bzw. roten Marker gekennzeichnet, Denkmale mit Bild mit einem grünen beziehungsweise orangen Marker.
- Bezeichnung: Bezeichnung in den offiziellen Listen des Brandenburgischen Landesamtes für Denkmalpflege. Ein Link hinter der Bezeichnung führt zum Wikipedia-Artikel über das Denkmal.
- Beschreibung: die Beschreibung des Denkmales
- Bild: ein Bild des Denkmales und gegebenenfalls einen Link zu weiteren Fotos des Baudenkmals im Medienarchiv Wikimedia Commons

### Marienwerder
| ID-Nr.            | Lage                          | Bezeichnung                                          | Beschreibung | Bild                                                 |
| ----------------- | ----------------------------- | ---------------------------------------------------- | --- | ---------------------------------------------------- |
| 09175373 Wikidata | (Lage)                        | Dorfkirche                                           | Die evangelische Kirche wurde im neugotischen Stil 1855 erbaut. Der Turm im Westen ist etwas breiter als das Schiff. Das Innere stammt aus der Zeit der Erbauung. | weitere Bilder                                       |
| 09175981          | Biesenthaler Straße 22 (Lage) | Wohnhaus des einstigen Schulzenguts und Nebengebäude | | Wohnhaus des einstigen Schulzenguts und Nebengebäude |

### Ruhlsdorf
| ID-Nr.            | Lage              | Bezeichnung | Beschreibung | Bild           |
| ----------------- | ----------------- | ----------- | --- | -------------- |
| 09175379 Wikidata | Dorfstraße (Lage) | Dorfkirche  | Die evangelische Kirche stammt aus dem Jahre 1775. Im Inneren befindet sich eine Putzdecke auf Vouten. Der Kanzelaltar stammt aus dem Anfang des 18. Jahrhunderts. In der Predella befindet sich ein Bild des Abendmahles. Die Orgel wurde Mitte des 19. Jahrhunderts errichtet. | weitere Bilder |

### Sophienstädt
| ID-Nr.            | Lage                   | Bezeichnung | Beschreibung | Bild           |
| ----------------- | ---------------------- | ----------- | --- | -------------- |
| 09175395 Wikidata | Alte Dorfstraße (Lage) | Dorfkirche  | Die evangelische Kirche wurde 1913 von Georg Büttner im Rückgriff auf den Stil des 13. Jahrhunderts erbaut. Die Ausstattung im Inneren orientiert sich an den Barock der ersten Hälfte des 18. Jahrhunderts. | weitere Bilder |